# Palpopleura jucunda
Palpopleura jucunda is een libellensoort uit de familie van de korenbouten (Libellulidae), onderorde echte libellen (Anisoptera).
De soort staat op de Rode Lijst van de IUCN als niet bedreigd, beoordelingsjaar 2009.
De wetenschappelijke naam Palpopleura jucunda is voor het eerst geldig gepubliceerd in 1842 door Rambur.